# 2 d'Andròmeda
2 d'Andròmeda (2 Andromedae) és una estrella binària a la constel·lació d'Andròmeda. És un sistema estel·lar feble però visible a simple vista amb una combinació de magnitud aparent de 5,09. Basant-se en un desplaçament de paral·laxi anual de 7,7 mas, està localitzat a 420 anys llum. L'astrònom estatunidenc Sherburne Wesley Burnham de l'observatori Lick de Califòrnia va descobrir la naturalesa binària de l'estrella el 1889. La parella orbita entre si sobre un període de 74 anys amb una alta excentricitat de 0.8.
La magnitud primària de 5,26, designat el component A, és una estrella de seqüència principal de tipus A basada en un classificació estel·lar d'A1V o A2V, tot i que potser ja ha abandonat la seqüència principal. Es va identificar com a candidata d'estrella Lambda Boötis, però això va ser descartat per Paunzen et al. (2003) ja que no coincideix amb les característiques típiques d'aquests objectes. Encara que 2 And no mostra un significatiu excés d'infraroig, és una estrella amb embolcall que mostra diferents característiques d'absorció a causa de grans de pols circumestel·lars. Això pot indicar que té un anell de fragments en òrbita que conté gas que s'està veient de manera contínua. L'estrella és de 100 milions d'anys i gira ràpidament amb una velocitat de rotació projectada de 212 km/s.
La magnitud de 7.43 del seu company secundari, component B, es creu que és una estrella variable i pot ser una variable Delta Scuti. Com a alternativa, pot ser una variable el·lipsoidal amb una nana marró de companya. És una estrella de seqüència principal de tipus F amb una classe de F1V/F4.

## Components
| NOM                            | Ascensió recta | Declinació  | Magnitud aparent (V) | Tipus espectral | Ref. |
| ------------------------------ | -------------- | ----------- | -------------------- | --------------- | --- |
| 2 d'Andròmeda B (ADS 16467 AB) | 23h 02m 36s    | +42° 45' 00 | 5.09                 |                 | «* 2 And -- Double or multiple star» (en anglès). SIMBAD (Centre de Dades astronòmiques d'Estrasburg). [Consulta: 22 desembre 2020].   |
| 2 d'Andròmeda C (NSV 14396)    | 23h 02m 36s    | +42° 45' 00 | 8.8                  |                 | «* 2 And B -- High proper-motion Star» (en anglès). SIMBAD (Centre de Dades astronòmiques d'Estrasburg). [Consulta: 22 desembre 2020]. |
| 2 d'Andròmeda D (BD+41 4665C)  | 23h 02m 34.2s  | +42° 44' 00 | 13.7                 |                 | |